# Mer de Tasman
Pour les articles homonymes, voir Tasman.
La mer de Tasman, est une mer marginale bordière de l'océan Pacifique. Elle baigne essentiellement le Sud-Est de l'Australie et la Nouvelle-Zélande, ainsi que deux de ses territoires subantarctiques, les îles Snares et l'île Auckland. Elle doit son nom à Abel Tasman (1603-1659), navigateur néerlandais, premier Européen à y naviguer en 1642.
Cette mer a récemment (2015-2016) connu un record historique de chaleur en surface (vague de chaleur marine), phénomène qui a duré plus de 250 jours, sans précédent connu.

## Géographie
L'Organisation hydrographique internationale définit les limites de la mer de Tasman de la façon suivante :  
- à l'ouest : Une ligne allant de Gabo Island (État de Victoria) (37° 34′ 11″ S, 149° 54′ 49″ E) jusqu'à la pointe nord-est de East Sister Island (39° 38′ 24″ S, 148° 00′ 00″ E), puis le long du 148e méridien Est jusqu'à Flinders Island (Archipel Furneaux), au-delà de cette île une ligne allant jusqu'à l'extrémité est des Vansittart Shoals (hauts-fonds) (40° 16′ 50″ S, 148° 24′ 04″ E) et depuis le cap Barren (40° 26′ 05″ S, 148° 28′ 53″ E), l'extrémité est de Cape Barren Island, à Eddystone Point, en Tasmanie (40° 59′ 37″ S, 148° 20′ 56″ E), de là le long de la côte est jusqu'au South East Cape, l'extrémité sud de la Tasmanie (43° 38′ 36″ S, 146° 49′ 37″ E) ;
- au nord : le parallèle 30° de latitude sud depuis la côte australienne en direction de l'est, jusqu'à l'amorce d'une ligne reliant les extrémités est d'Elizabeth Reef (29° 57′ 19″ S, 159° 04′ 31″ E) et South East Rock, puis vers le sud le long de cette ligne  jusqu'à South East Rock (31° 45′ 13″ S, 159° 14′ 58″ E) ;
- au nord-est : de South East Rock (31° 45′ 13″ S, 159° 14′ 58″ E) jusqu'à la pointe nord des Three Kings Islands (Cape Morton Jones) (34° 07′ 48″ S, 172° 09′ 58″ E), de là jusqu'au North Cape (34° 23′ 44″ S, 173° 00′ 50″ E), en Nouvelle-Zélande ;
- à l'est :
  - dans le détroit de Cook : une ligne reliant la terre ferme du cap Palliser (41° 36′ 49″ S, 175° 17′ 25″ E), et le phare du cap Campbell (41° 43′ 33″ S, 174° 16′ 34″ E),
  - dans le détroit de Foveaux : une ligne joignant le phare de Waipapa Point (46° 39′ 38″ S, 168° 50′ 49″ E) avec l'East Cape de Stewart Island (47° 00′ 56″ S, 168° 13′ 45″ E) ;
- au sud-est : une ligne allant de South West Cape, Stewart Island (47° 16′ 58″ S, 167° 27′ 60″ E), à travers les Snares Islands (48° 00′ 53″ S, 166° 36′ 11″ E) jusqu'au North West Cape (50° 30′ 52″ S, 166° 07′ 20″ E), sur Auckland Island, à travers l'île jusqu'à sa pointe méridionale ;
- au sud : une loxodromie joignant l'extrémité méridionale de l'île  Auckland (50° 51′ 44″ S, 166° 12′ 03″ E) jusqu'au South East Cape (43° 38′ 36″ S, 146° 49′ 37″ E), au sud de la Tasmanie.

La mer de Tasman est parcourue par un important courant marin, le courant est-australien.

## Divers
En janvier 2007, l'aventurier australien Andrew McAuley entreprend la traversée de la mer de Tasman en kayak. L'objectif de cette expédition est de couvrir en un mois les 1 600 kilomètres séparant la côte est de la Tasmanie et le sud de la Nouvelle-Zélande. Ce trajet nécessite de traverser la zone des quarantièmes rugissants, connue pour sa forte houle et ses vents violents. Le 11 février, alors qu'il se trouve à 120 kilomètres des côtes, il envoie un signal de détresse. Les secours retrouvent son kayak à la dérive, renversé mais intact, avec à son bord les vidéos du journal de voyage filmé jusqu'au bout par le disparu. Le malheureux est probablement mort d'hypothermie à la suite d'un retournement de son kayak à 30 km environ des côtes de la Nouvelle-Zélande.